# Hermann von Salza

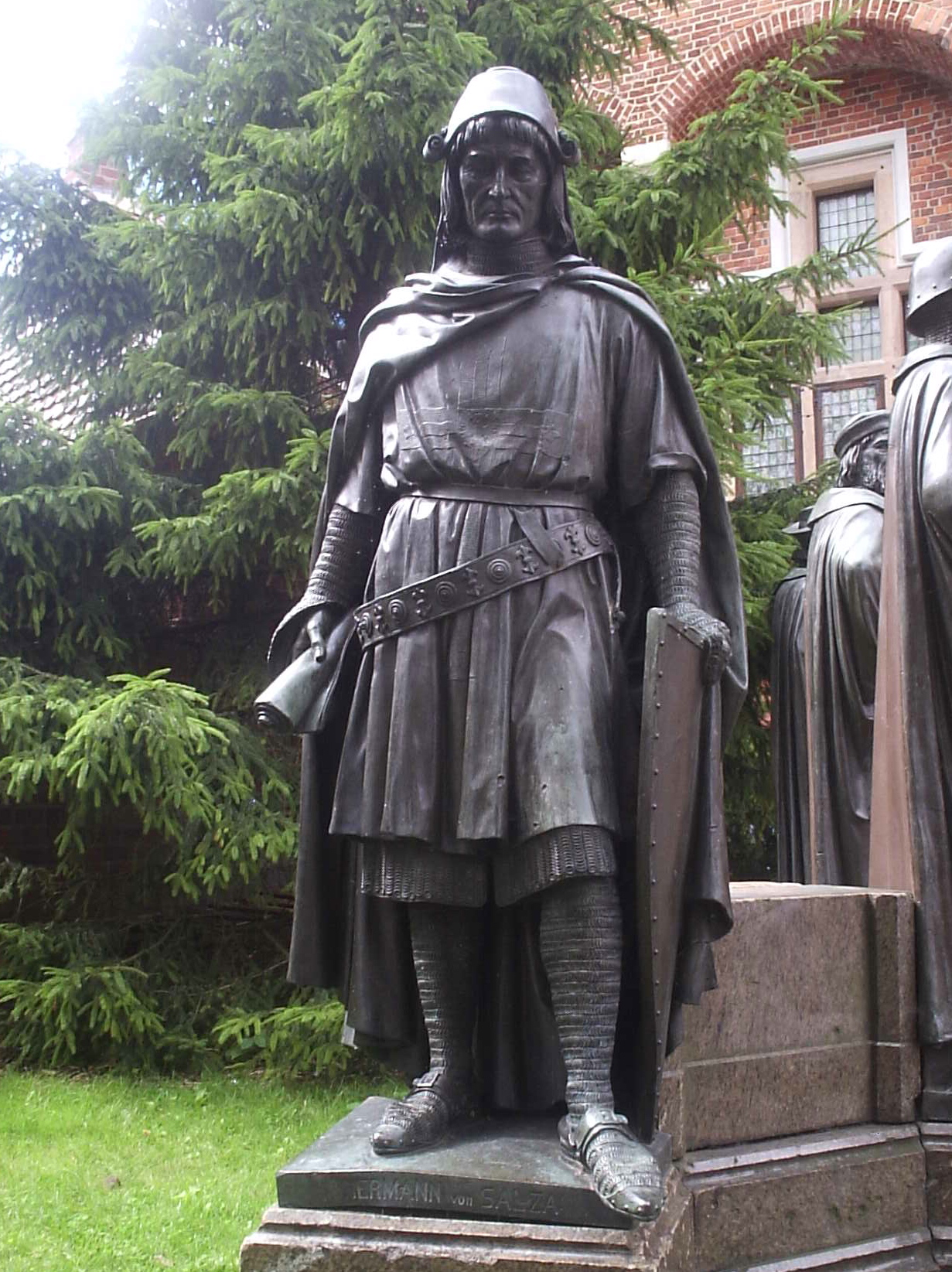
Staty vid Marienburgs slott

Hermann von Salza, född omkring 1179, död 20 mars 1239 i Palermo, var den fjärde stormästaren av Tyska orden och innehade ämbetet åren 1209-39. Han var en skicklig diplomat och hade goda förbindelser med både påven och kejsaren av det Tysk-romerska riket. 
Hermann von Salza föddes i en familj från Thüringen, kanske runt 1179. Den exakta tidpunkten för hans inträde i tyska orden är okänd, men från 1209 är han stormästare. Hermann var en vän och rådgivare åt kejsaren Frederik II. Påven Honorius III noterade Hermanns kompetens och beviljade tyska orden en likvärdig ställning med Malteserorden och Tempelherreorden, efter att orden hade varit på tillbakagång under tidigare stormästare. 
På begäran från kung Andreas II av Ungern 1211 placerade Hermann ut riddare från tyska orden i Burzenland i Transsylvanien för att bilda en buffert mot Kumanerna. Ungerska adeln började klaga över närvaron av orden och deras förmåner, och de var tvungna att lämna Ungern 1225. Under tiden hade Hermann åtföljde Fredrik på femte korståget mot Damietta år 1219. Hermann övertygade senare Fredrik om att genomföra det sjätte korståget, och var delvis ansvarig för Fredriks äktenskap med Yolanda, dotter till John av Brienne. 
Vid sin återkomst till Europa bidrog Hermann till att lyfta påvens bannlysning av Fredrik. På begäran av Konrad I av Masovia bekämpade tyska orden stammarna i Preussen. Efter Hermann hade fått godkännande från både påven och kejsaren började riddarna sin långa kampanj för att kristna Preussen 1230. 
Hermanns efterföljande besök hos påven eller kejsaren ledde till nya privilegier och donationer till orden. Han lyckades också införliva Svärdsriddarorden i tyska orden 1237. En inblick i Hermanns betydelse som medlare mellan Gregorius IX och kejsaren kan förstås av det faktum att all kommunikation mellan Fredrik och påven bröts i och med Hermanns död. 
Inom tyska orden växte missnöjdet över att deras stormästare ofta var frånvarande, så de avsatte om honom och lät honom dra sig tillbaka från hans politiska liv. Han drog sig tillbaka till Salerno 1238, där han dog 1239. 
Under andra världskriget, uppkallades SS-Panzer-Abteilung 11 efter Herman von Salza.